# World Central Kitchen
World Central Kitchen (WCK) – це некомерційна неурядова організація, яка забезпечує харчуванням постраждалих після стихійних лих. WCK заснована в 2010 році знаменитим шеф-кухарем Хосе Андресом, який разом з своєю командою готував їжу на Гаїті після руйнівного землетрусу. Метод роботи World Central Kitchen полягає в оперативному реагуванні та співпраці з місцевими кухарями для розв’язання проблеми харчування відразу після катастроф.

## Допомога в умовах стихійних лих

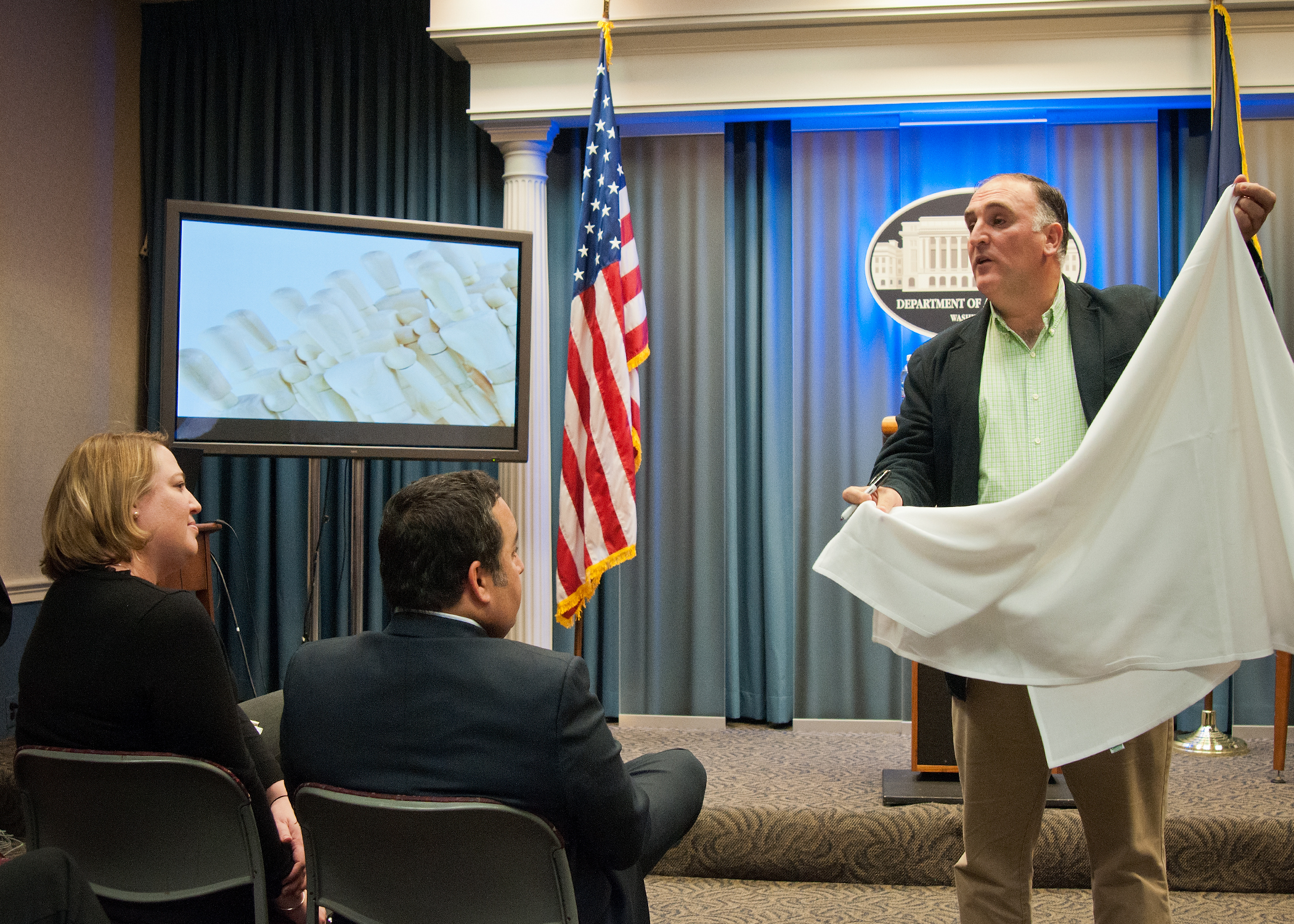
Шеф-кухар Хосе Андрес із представниками Білого дому

З моменту заснування громадська організація організовувала харчування в Домініканській Республіці, Нікарагуа, Замбії, Перу, Кубі, Уганді, Багамах, Камбоджі, Україні та США.

### Допомога після урагану Марія в Пуерто-Рико
У 2017 році Хосе Андрес очолив заходи з ліквідації наслідків стихійного лиха в Пуерто-Рико після урагану Марія. Його спроби допомогти наштовхнулися на перешкоди з боку FEMA та урядових організацій. Тому шеф-кухар та його команда «почали просто готувати їжу». Хосе Андрес організував низовий рух кухарів і волонтерів, спрямований на налагодження зв’язку, постачання харчових продуктів та інших ресурсів і почав роздавати їжу. Кухар та його організація World Central Kitchen (WCK) роздали понад два мільйони порцій їжі у перший місяць після урагану.
Згодом WCK отримала два короткострокові контракти з FEMA і роздала більше їжі, ніж Армія порятунку або Червоний Хрест. Але заявку благодійної організації на довгострокову співпрацю було відхилено. Пізніше WCK створила центри стійкості на острові та встановила гідропанелі у теплиці в Сан-Хуані для забезпечення населення чистою питною водою.
За його благодійницьку діяльність в Пуерто-Рико Фонд Джеймса Берда назвав Андреса найкращим гуманітарним діячем 2018 року. Пізнише про ці події була написана книга під назвою «Ми нагодували острів: правдива історія відновлення Пуерто-Рико, один прийом їжі».

### Події 2017–2019 років

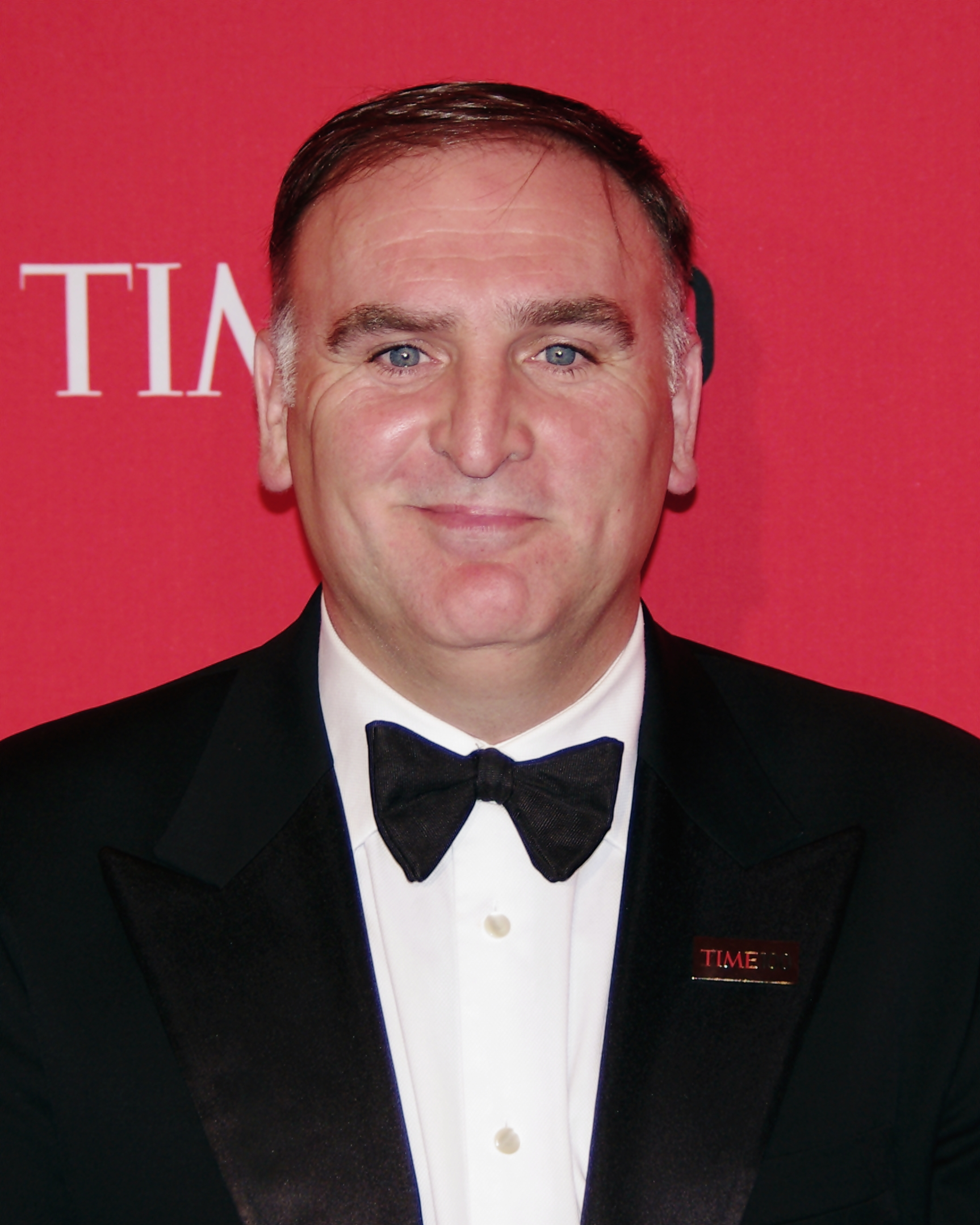
Хосе Андрес на гала-концерті Time 100, 2012 рік

У серпні 2017 року WCK об’єднала свої зусилля з Американським Червоним Хрестом для підтримки населення Х’юстона, штат Техас, після урагану «Харві».
У грудні 2017 року WCK діяла в Південній Каліфорнії в окрузі Вентура під час пожежі Thomas Fire. Організація допомагала пожежникам і рятувальникам та надавала їжу сім’ям, які постраждали від пожежі.
У червні 2018 року компанія створила кухню в Пахоа і допомагала гавайським громадам, які постраждали від виверження вулкана.
У вересні 2018 року WCK працювала у Південній Кароліні після урагану «Флоренс».
У листопаді 2018 року WCK та Андрес об’єдналися з шеф-кухарями Гаєм Фієрі,Тайлером Флоренсом і місцевою пивоварною компанією Sierra Nevada Brewing Company, щоб нагодувати святковою вечерею на День подяки 15 000 людей, що вижили після Camp Fire в окрузі Б’ютт, Каліфорнія.
У січні 2019 року WCK разом з Андресом відкрили ресторан на Пенсільванія-авеню, у Вашингтоні, окрузі Колумбія, і годували федеральних працівників, які були звільнені через припинення роботи уряду.
У вересні 2019 року WCK разом з Андресом відкрили кухні на Багамах та годували людей після урагану Доріан.
У жовтні 2019 року організація разом із місцевими кухарями, такими як Гай Фієрі, допомагала в окрузі Сонома, Каліфорнія, під час пожежі в Кінкейді.

### 2020
На початку березня 2020 року через пандемію COVID-19 круїзний лайнер Grand Princess перебував на карантині поблизу Сан-Франциско. WCK у співпраці з Bon Appetit Management Company годували тисячі пасажирів, що застрягли на лайнері, поки вирішувалися питання логістики. За цей час було подано понад 50 000 страв.
У середині березня 2020 року Андрес перетворив вісім своїх ресторанів у Нью-Йорку та Вашингтоні, округ Колумбія, у благодійні їдальні, для підтримки клієнтів, постраждалих від кризи COVID-19.
Наприкінці березня 2020 року в районі затоки Сан-Франциско WCK співпрацювала з Frontline Foods та доставляла їжу з ресторанів персоналу місцевої лікарні, де більшість працівників постраждали від COVID-19. Пізніше благодійна організація взяла на себе відповідальність за операцію Frontline Foods і почала управляти нею самотужки.
У квітні 2020 року Андрес співпрацював з Washington Nationals і World Central Kitchen. Вони перетворили стадіон команди у Вашингтоні, округ Колумбія, на кухню та роздавали безплатне харчування.
Наприкінці лютого 2022 року Андрес і World Central Kitchen розгорнули свою діяльність в кількох місцях. Працівники організації почали роздавати їжу під час російського вторгнення в Україну 2022 року. Для цього до 2 березня 2022 року організація відкрила 8 кухонь на українсько-польському кордоні, згодом були сформовані пункти харчування на кожному з перетинів кордону. Також WCK на початку березня почала працювати у постраждалому Харкові, Сумах, Краматорську, Миколаєві, Одесі, Києві, Дніпрі та забезпечувати найбільші транспортні вузли Укрзалізниці.
У лютому 2023 World Central Kitchen розгорнула рухомі кухні в Туреччині та Сирії після землетрусу.
У відповідь на гуманітарну кризу в Газі 2023 року World Central Kitchen підтримує постачання їжі до сектора Гази.
1 квітня 2024 семеро співробітників організації (палестинець, громадяни Австралії, Польщі, Великої Британії та волонтер з подвійним громадянством США та Канади) загинули внаслідок ізраїльських авіаударів з безпілотних апаратів по їх автомобілях в той момент, коли вони знаходилися на південь від Дейр-ель-Балаха в центральній частині сектору Гази. Влада Ізраїлю висловила співчуття та пообіцяла провести ретельне розслідування. Розслідування з'ясувало, що ті, хто схвалив удари, були переконані, що вони націлені на озброєних бойовиків ХАМАСу. Було повідомлено, що офіцерів, які безпосередньо відповідають за ці удари, будуть усунені з посад, а голові Південного командування Армії оборони Ізраїлю оголосять догану. Хосе Андрес відкинув твердження Ізраїлю та США про те, що удар не був навмисним, заявивши, що співробітників WCK «цілили навмисно» та вбивали «систематично, машина за машиною». За його словами, війна в Газі «більше не війна проти тероризму», а «війна проти людяності».

## Визнання
- У 2018 році за свою роботу з WCK Хосе Андрес отримав нагороду Фонду Джеймса Берда як гуманітарний діяч року.[36]
- За роботу шеф-кухаря з WCK Хосе Андрес був названий Time одним зі 100 найвпливовіших людей світу у 2018 році.[37]
- У 2021 році за свою роботу з WCK Хосе Андрес виграв премію принцеси Астурійської в категорії «Конкорд».[38]

## Зовнішні посилання
- World Central Kitchen. wck.org. Процитовано 2 березня 2021.
- World Central Kitchen. facebook.com. Процитовано 13 квітня 2018.
- World Central Kitchen, Inc. - GuideStar Profile. guidestar.org. Процитовано 13 квітня 2018.
- Think Food Group